# Albin Zdanowski
Albin Filip Zdanowski (ur. 26 maja 1950 w Sawinie) – polski geolog, specjalista w zakresie geologii złóż węgla kamiennego, a zwłaszcza stratygrafii, tektoniki i węglonośności karbonu.

## Życiorys
Do szkoły podstawowej im. St. Staszica uczęszczał w Sawinie w latach 1957–1964, a do Liceum Ogólnokształcącego w Chełmie w latach 1964–1968.
Studia odbył na Wydziale Geologiczno-Poszukiwawczym Akademii Górniczo-Hutniczej w Krakowie, w latach 1968-1973. W 1971, będąc studentem III roku, uzyskał stypendium fundowane z Państwowego Instytutu Geologicznego w Warszawie. Stopień magistra inżyniera geologa górniczego uzyskał w 1973, na podstawie pracy Stratygrafia i tektonika utworów karbonu w polu 9 otworów wiertniczych rejonu Cycowa w Lubelskim Zagłębiu Węglowym, wykonanej pod kierunkiem prof. S. Z. Stopy
We wrześniu 1973, po uzyskaniu absolutorium, rozpoczął pracę w Oddziale Górnośląskim Instytutu Geologicznego w Sosnowcu, w Zakładzie Geologii Złóż Węgla. W pierwszym okresie brał udział w opracowywaniu dokumentacji złoża węgla kamiennego "Chełm" w Lubelskim Zagłębiu Węglowym oraz w przygotowaniu projektu poszukiwań geologicznych węgli koksowych w południowej części Lubelskiego Zagłębia Węglowego. W latach 1974–1976 uczestniczył w poszukiwaniach karbońskich złóż boksytów w Lubelskim Zagłębiu Węglowym, na obszarze położonym między Włodawą a Łukowem.
Następnie, do 1984 realizował projekty badań geologicznych LZW, m.in. karbonu lubelskiego w strefie Krasnystaw–Dęblin oraz złóż węgla kamiennego w obszarach Łęczna–Milejów i Sawin–Orzechów.
W latach 1974–1984 brał udział w opracowywaniu mapy węglozasobności i jakości węgli w krajach Europy wschodniej i środkowej. Był to projekt Komisji Węglowej RWPG w Moskwie, kierowany przez Józefa Porzyckiego i Marcina Piwockiego z Instytutu Geologicznego w Warszawie oraz N. Żeleznową i J. Czerepowskiego z Instytutu Geologii Krajów Zagranicznych w Moskwie. Efektem była monografia złóż węgla krajów członkowskich RWPG i Jugosławii oraz mapa geologiczno złożowa w skali 1:2000 000.
W latach 1976–1980 uczestniczył w realizacji projektu Polsko-Amerykańskiego Funduszu Marii Skłodowskiej-Curie, kierowanego przez Józefa Porzyckiego z Instytutu Geologicznego w Warszawie i K. Englunda ze Służby Geologicznej USA (USGS), a dotyczącego porównania geologii karbonu Polski i USA oraz związanych z nim zagłębi węglowych.
W latach 1980–1984 prowadził badania w ramach kompleksowego zagospodarowania Lubelskiego Zagłębia Węglowego, obejmującego także budowę kopalni węgla kamiennego "Bogdanka".
W 1984 przebywał na stypendium rządu francuskiego na Uniwersytecie Sabaudzkim w Annecy. W listopadzie tego roku wyjechał na trzyletni kontrakt GEOPOLu do firmy EREM (SONAREM) w Algierii. Kierował tam grupą węglową, prowadzącą badania saharyjskich basenów karbońskich Béchar, Tindouf, Timimoun i Reggane pod kątem występowania złóż węgli kamiennych w utworach karbonu górnego. W efekcie obliczono zasoby węgla w basenie Béchar. Stwierdzono także występowanie węgla kamiennego w basenie Tindouf.
W latach 1987–1990 kierował zespołem Oddziału Górnośląskiego Państwowego Instytutu Geologicznego w Sosnowcu, podsumowującym badania geologiczne Lubelskiego Zagłębia Węglowego. Brał również udział w opracowaniu geologiczno-strukturalnego atlasu Górnośląskiego Zagłębia Węglowego, przygotowywanego pod kierunkiem Zbigniewa Buły i Adama Kotasa (1994).
W dorobku naukowym posiada opracowania dokumentacyjne złóż węgla, piasków, bursztynów w tym opracowaną w 2014 roku dokumentację geologiczną złoża "Sawin"
W 1990 uzyskał w Państwowym Instytucie Geologicznym w Warszawie stopień doktora nauk przyrodniczych w zakresie geologii, na podstawie pracy Morfologia wybranych pokładów węgla dolnej części warstw lubelskich /westfal A-B/ w Centralnym Rejonie Węglowym Lubelskiego Zagłębia Węglowego. Promotorem była Halina Żakowa, a recenzentami Wiesław Heflik i Andrzej Grocholski.
W maju 1991 został kierownikiem Zakładu Geologii Złóż Węgla i Surowców Mineralnych Oddziału Górnośląskiego PIG w Sosnowcu oraz zastępcą kierownika Oddziału. W listopadzie 1993 objął funkcję Kierownika, a od września 1994 Dyrektora Oddziału Górnośląskiego PIG w Sosnowcu, którą pełnił do lutego 2007. 
W latach 1993–1995 był współorganizatorem XIII Międzynarodowego Kongresu Karbonu i Permu w Krakowie. W latach 1996–1997 odbył studia podyplomowe z zakresu organizacji i zarządzania na Akademii Ekonomicznej w Katowicach.
Był członkiem szeregu komisji i rad naukowych: Rady Naukowej Państwowego Instytutu Geologicznego (1996-2003), Kolegium Redakcyjnego Biuletynu PIG (2001-2006), Komisji Egzaminacyjnej ds. Oceny Oddziaływania na Środowisko w Śląskim Urzędzie Wojewódzkim (2003) oraz Komisji Egzaminacyjnej ds. Uprawnień Górniczych przy Prezesie Wyższego Urzędu Górniczego w Katowicach (1997–2004).
Nadal jest członkiem Zarządu Komisji Nauk Geologicznych Polskiej Akademii Nauk, Oddział w Katowicach (od 1998), Komitetu Redakcyjnego Przeglądu Górniczego (od 2001) pełniąc funkcję Redaktora Działowego, a od listopada 2014 do 2024 roku Redaktora Naczelnego, Zarządu Głównego Polskiego Towarzystwa Geologicznego w Krakowie (od 2004), Komisji Opracowań Kartograficznych i Komisji Zasobów Kopalin przy Ministrze Środowiska (od 2008) oraz Komisji Wojewódzkiej ds. Ocen Oddziaływania na Środowisko przy Marszałku woj. Śląskiego w Katowicach (od 2008).
Autor kilkudziesięciu publikacji i opracowań archiwalnych, polskich i zagranicznych. Uczestniczył w konferencjach i kongresach naukowych m.in. w Krakowie, Warszawie, Białej Podlaskiej, Lublinie, Ostrawie, Filadelfii, Pradze, Nankinie, Mons, Oslo, Hasselt, Lwowie, Kijowie, Utrechcie, Belgradzie, Darmstadt, Berlinie.
Autor kilku recenzji grantów KBN polskich, czeskich i ukraińskich, kilkudziesięciu recenzji Mapy geośrodowiskowej Polski 1:50000, ponad 50 koreferatów dokumentacji geologicznych złóż węgla kamiennego, węgla brunatnego, bursztynów i gipsów. Jest też autorem recenzji Szczegółowej Mapy geologicznej Polski 1:50000 
W latach 2002 – 2010 współpracował z Instytutem Nauk Geologicznych w Kijowie i Instytutem Nauk o Ziemi Uniwersytetu Pensylwanii w Filadelfii oraz Czeskim Instytutem Geonika w Ostrawie.
Otrzymał Złotą Odznakę PIG, Srebrny i Złoty Krzyż Zasługi, brązową i srebrną odznakę Zasłużony dla Górnictwa RP, odznakę Zasłużony dla polskiej geologii, złotą odznakę Towarzystwa Geologicznego Ukrainy, kordzik i szpadę górniczą oraz stopień Generalnego Dyrektora Górniczego III stopnia.